# اری کلمنته
اری کلمنته (انگلیسی: Ari Clemente؛ زادهٔ ۷ ژانویهٔ ۱۹۳۹) بازیکن فوتبال اهل برزیل است.
از باشگاه‌هایی که در آن بازی کرده‌است می‌توان به باشگاه فوتبال کورینتیانس اشاره کرد.
وی همچنین در تیم ملی فوتبال برزیل بازی کرده‌است.